# سیوداد لوپز متئوس
سیوداد لوپز متئوس (به اسپانیایی: Ciudad López Mateos) از شهرهای کشور مکزیک است که در ایالت استادو د مخیکو قرار دارد و جمعیت آن طبق سرشماری سال ۲۰۱۰ میلادی ۴۸۹٬۱۶۰ نفر بوده است.